# Urothemis signata
Urothemis signata är en trollsländeart. Urothemis signata ingår i släktet Urothemis och familjen segeltrollsländor. IUCN kategoriserar arten globalt som livskraftig.

## Underarter
Arten delas in i följande underarter:
- U. s. aliena
- U. s. insignata
- U. s. signata
- U. s. yiei

## Bildgalleri

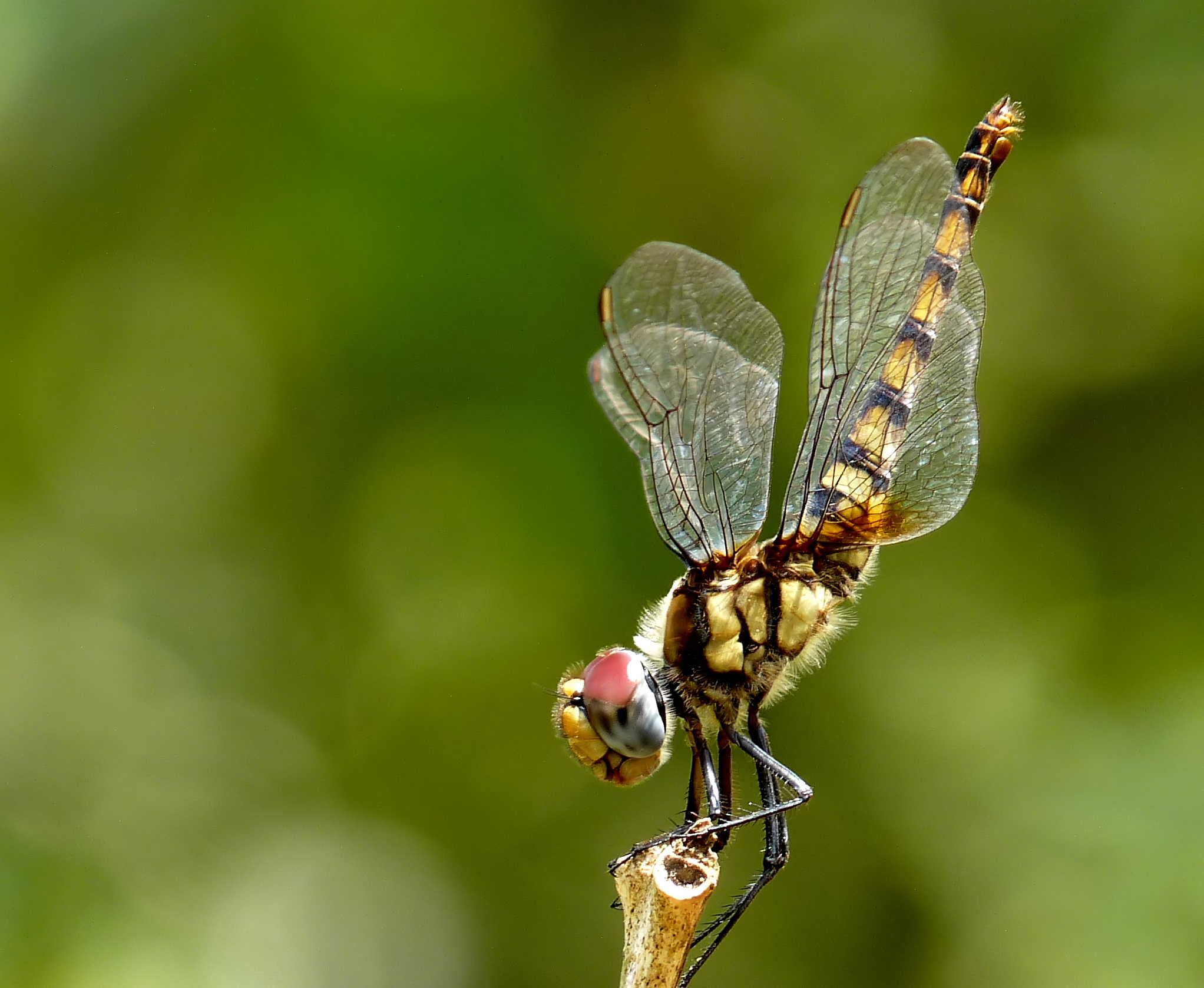
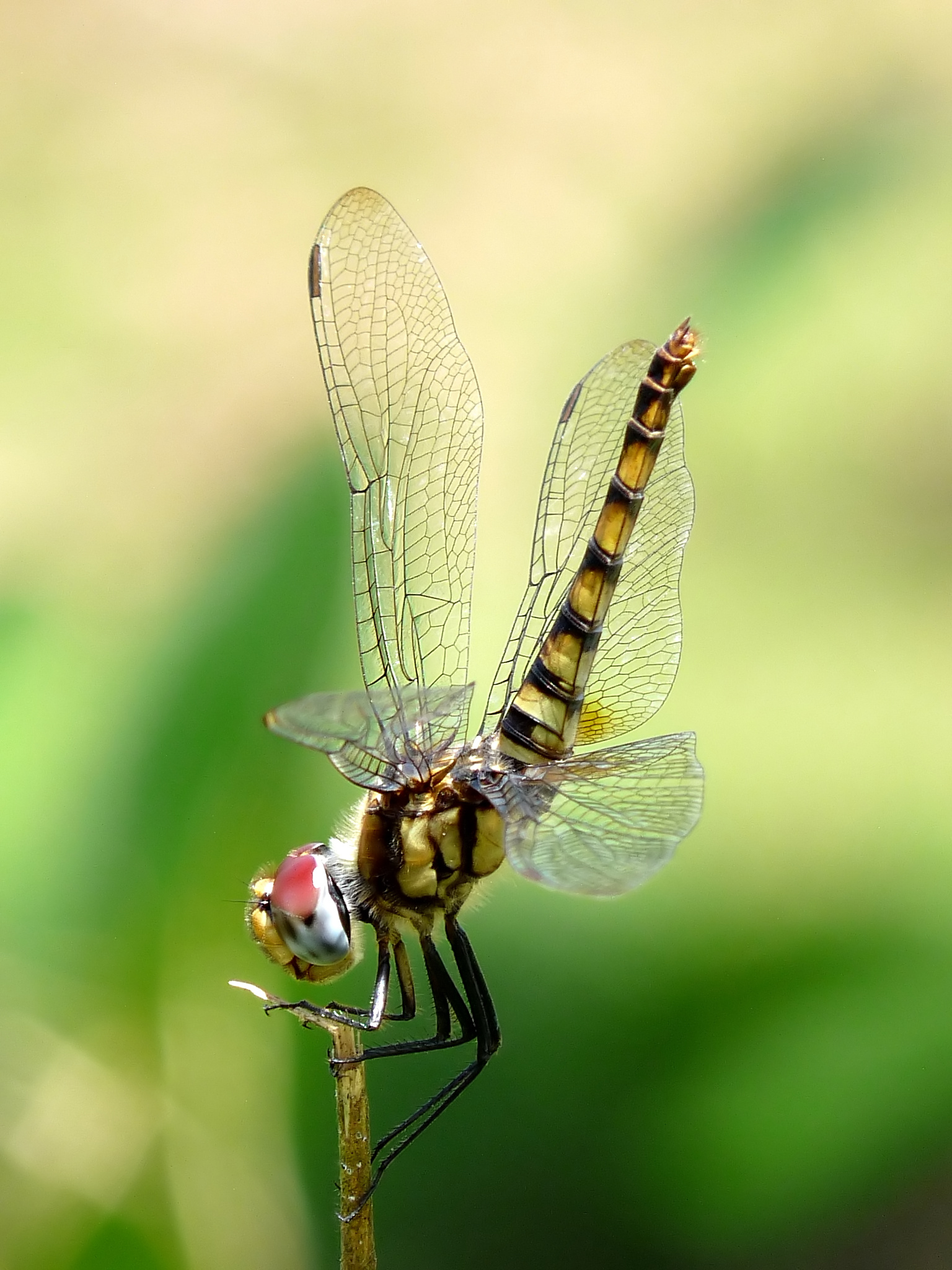
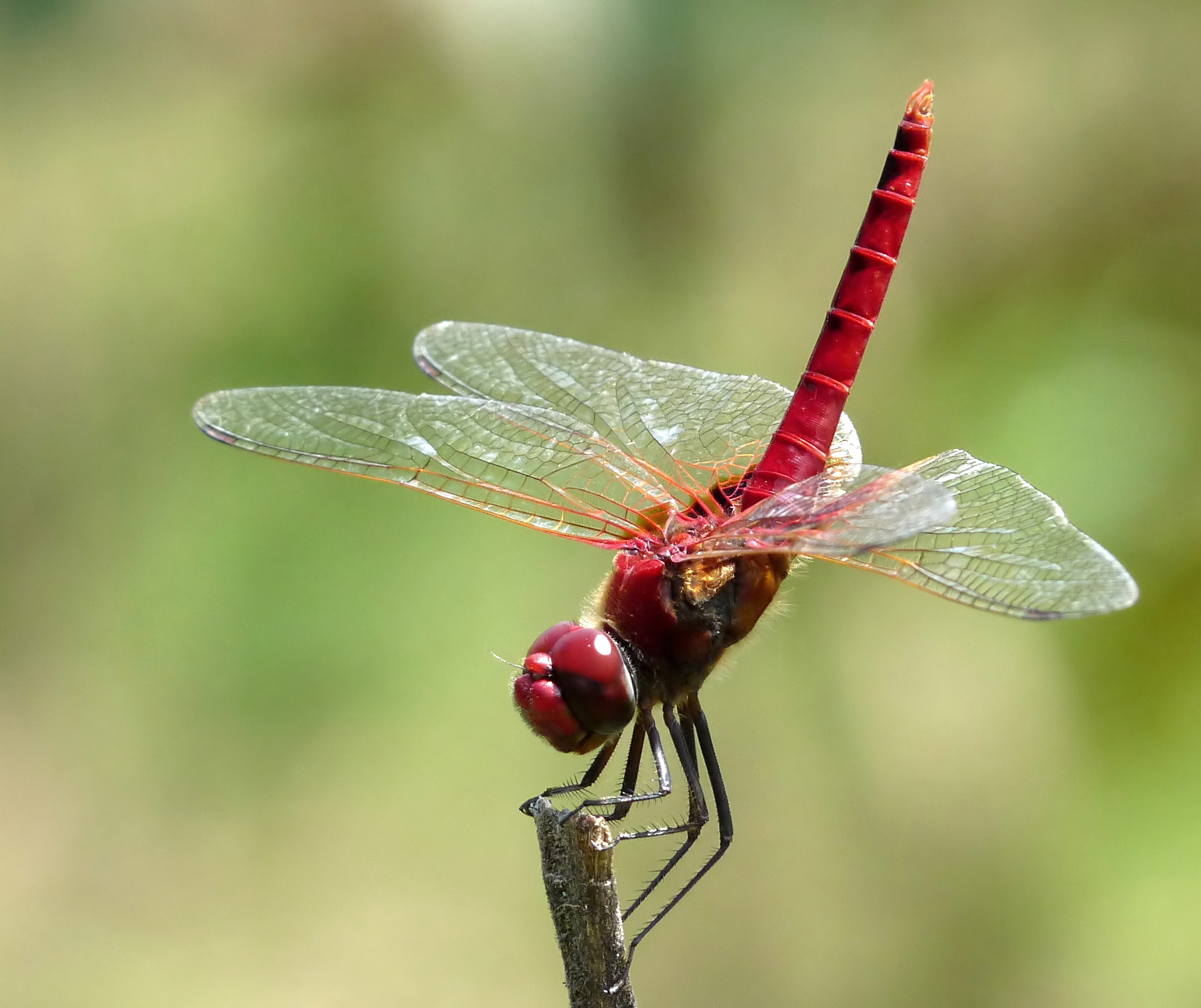
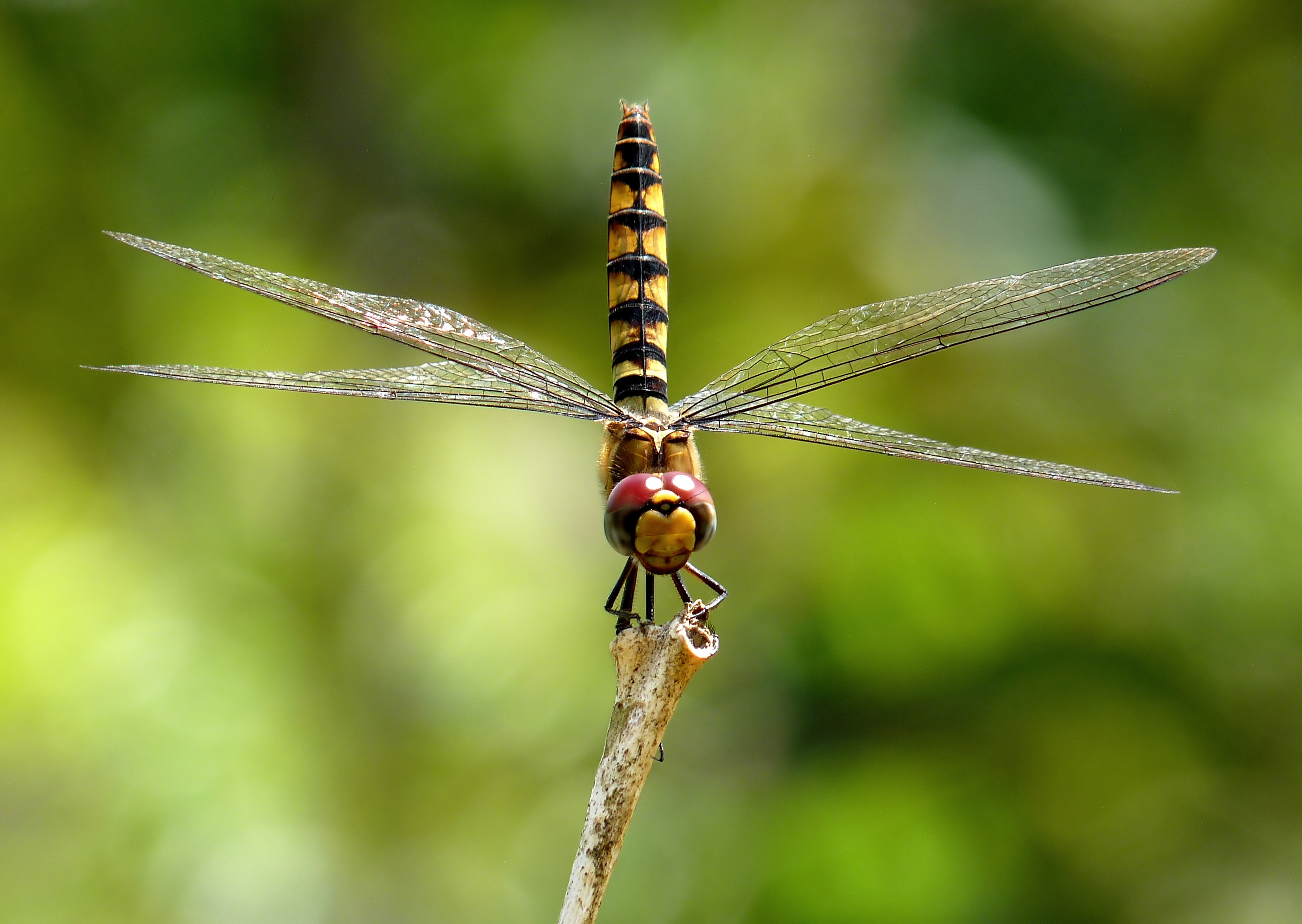
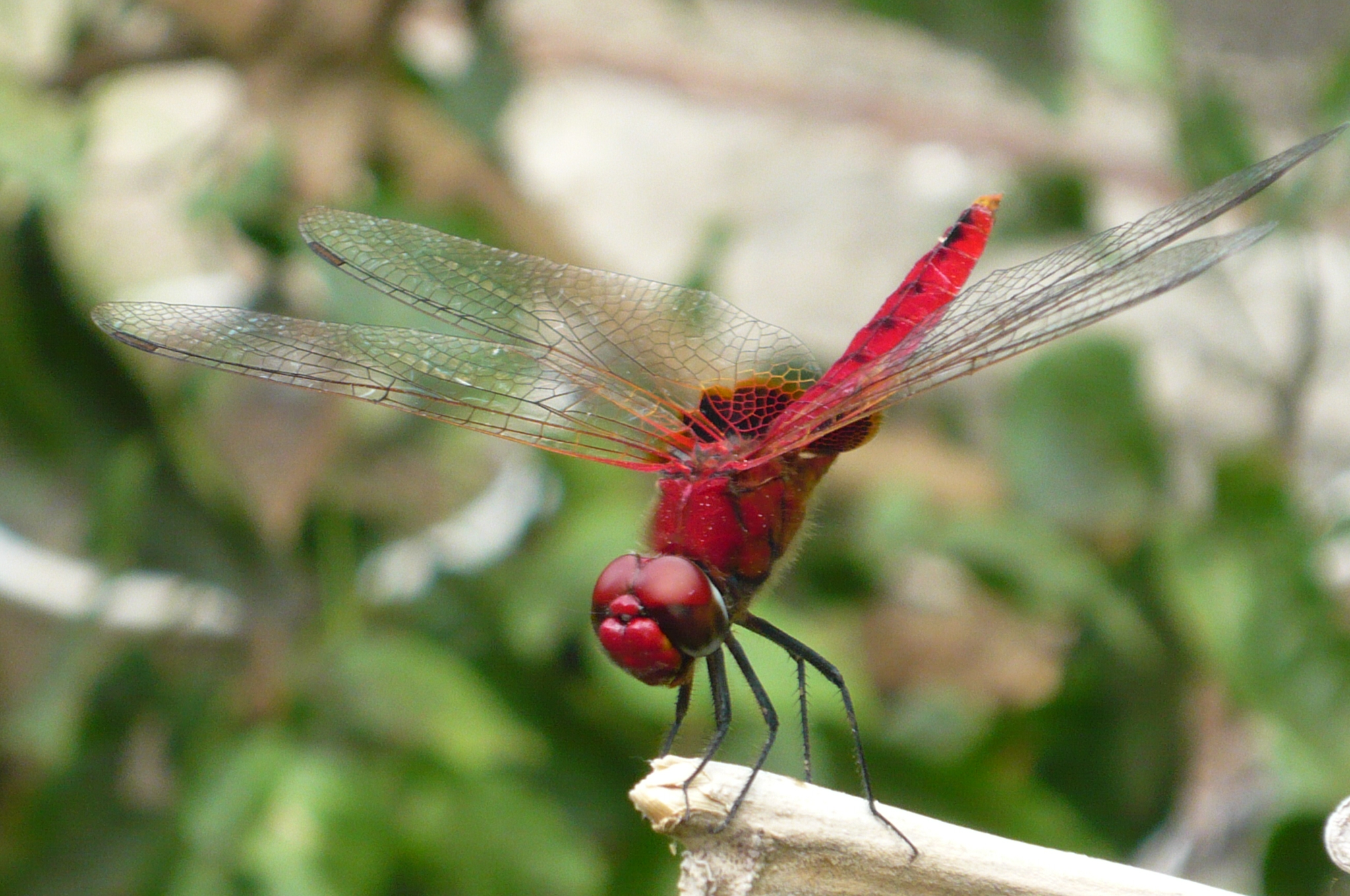